# Radosław Plewa
Radosław Plewa – polski leśnik, doktor habilitowany nauk rolniczych, profesor w Instytucie Badawczym Leśnictwa, specjalista od entomologii i ochrony lasu.

## Kariera naukowa
W 2007 roku w Szkole Głównej Gospodarstwa Wiejskiego w Warszawie uzyskał tytuł magistra inżyniera leśnictwa. W 2008 roku został zatrudniony w Instytucie Badawczym Leśnictwa, gdzie w 2013 roku uzyskał stopień doktora nauk rolniczych w zakresie leśnictwa na podstawie rozprawy pt. Chrząszcze saproksyliczne w strukturze pionowej drzewostanów dębowych w Polsce, której promotorem był Jacek Hilszczański. W 2021 roku uzyskał w Szkole Głównej Gospodarstwa Wiejskiego w Warszawie stopień doktora habilitowanego nauk rolniczych w dyscyplinie nauk leśnych na podstawie pracy pt. Aktywne działania gospodarki leśnej na rzecz wspomagania różnorodności gatunkowej chrząszczy saproksylicznych (Coleoptera) w Polsce.